# Shinya Aikawa
Shinya Aikawa (født 26. juli 1983) er en tidligere japansk fodboldspiller.
Han har spillet for flere forskellige klubber i sin karriere, herunder Consadole Sapporo og FC Gifu.